# CSI: Miami (2. sezona)
Druga sezona serije CSI: Miami je premijerno prikazana na američkom kanalu CBS 22. rujna 2003., a završila je 24. svibnja 2004. godine.

## Glumačka postava
| Glumac/glumica   | Lik               | Glumi u ep. |
| ---------------- | ----------------- | ----------- |
| David Caruso     | Horatio Caine     | 1 - 24      |
| Emily Procter    | Calleigh Duquesne | 1 - 24      |
| Adam Rodriguez   | Eric Delko        | 1 - 24      |
| Khandi Alexander | Alexx Woods       | 1 - 24      |
| Rory Cochrane    | Tim Speedle       | 1 - 24      |
| Rex Linn         | Frank Tripp       | 1 - 24      |
| Sofia Milos      | Yelina Salas      | 1 - 24      |

## Epizode
| Ep. u seriji | Ep. u sezoni | Naziv epizode       | Datum emitiranja |
| --- | ------------ | ------------------- | ---------------- |
| 25 | 1            | "Blood Brothers"    | 22.9.2003.       |
| Mlada je manekenka pregažena tijekom Tjedna mode u Miamiju i istražiteljima je odmah jasno kako je riječ o ubojstvu. Zbog nedostatka svjedoka, prisiljeni su osloniti se na fizičke dokaze. Ispadne kako je Tessa Kimball, inače iz Houstona, pregažena lamborghinijem, čiji je vlasnik modni agent Scott Mandevill. Međutim, on se brani činjenicom da je automobil mogao voziti bilo tko sa zabave. Situaciju dodatno zakomplicira informacija da Tessinu cimericu nitko nije vidio već dva dana pa se poičinje javljati bojazan da je možda i ona mrtva. Kad povežu dokaze s dvojicom Sjeveroamerikanaca, naiđu na novu prepreku jer osumnjičeni žive pod okriljem diplomatskog imuniteta. |              |                     |                  |
| 26 | 2            | "Dead Zone"         | 29.9.2003.       |
| Paul Jackson nađen je mrtav na svom brodu, a boca tekile u njegovoj blizini ukazuje da je nešto slavio. Tek detaljnom istragom u laboratoriju istražiteljima postane jasno kako je žrtva lovac na blago podmorja. Delko i Yelina razgovaraju s floridskim ravnateljem arheološke marine, koji im objasni koliko su strogi zakoni za one koji zlouporabljuju nacionalno bogatstvo. Paul Jackson i njegov partner Marty Jones kršili su upravo te zakone - pronalazili su narodno blago, ali ga nikad nisu prijavljivali državi. Istraga ih vodi do broda iz 1649. godine, koji je navodno potonuo prevozeći španjolsko zlato, srebro i dragulje. |              |                     |                  |
| 27 | 3            | "Hard Time"         | 6.10.2003.       |
| Mjestom zločina širi se miris djelomično raspadnutog tijela Peg Donovan, prekrivenog insektima. Alexx, na opće iznenađenje, uskoro primijeti da tijelo ipak nije mrtvo pa je žrtva prevezena u bolnicu. Dok Horatio u bolnici iščekuje Pegino buđenje, ostatak istražiteljskog tima pomno proučava scenu zločina. Kad otkriju da je Peg već jednom bila žrtva silovanja Masona Shawa, postane im jasno kako bi se ona svojevoljno uputila na pusto gradilište jedino s nekim kome vjeruje. Krivac za njezino brutalno silovanje u motelu za taj je zločin osuđen na petnaest godina i uskoro treba izići iz zatvora. Shaw je uvjeren da mu ovaj put neće izmaknuti oslobođenje, ali Horatio, siguran kako je on odgovoran i za ovaj zločin, neće odustati dok to i ne dokaže.                                                   |              |                     |                  |
| 28 | 4            | "Death Grip"        | 13.10.2003.      |
| Otmica tinejdžerske teniske nade Lane otvara pitanja na koja odgovor može dati jedino krokodil. Naime, Lana je odvedena iz svog doma, a istražitelji u praonici rublja pronađu njezinu sestru, koja im šokirana priopći da je njezinu sestru otelo čudovište. Psi u potrazi za fizičkim dokazima nedaleko od mjesta zločina pronađu odgrizenu ruku tinejdžerke, s otiscima krokodilskih zubi. Istražitelji Lanu uskoro pronađu živu i netaknutu u motelu s njezinim bivšim teniskim trenerom. Ona im pojasni kako su njih dvoje zaljubljeni, što nije grijeh s obzirom na to da ona ima šesnaest godina, a ne četrnaest, kako tvrde njezini roditelji. Istražitelji sada kreću u potragu za grabežljivcem, koji bi u svom trbuhu mogao skrivati odgovor na pitanje čija je ruka pronađena u blizini Lanine kuće.                |              |                     |                  |
| 29 | 5            | "The Best Defense"  | 20.10.2003.      |
| Horatio i Yelina su na mjestu zločina u popularnom noćnom klubu. Ondje pronalaze tijela dvojice mladih muškaraca ubijenih iz vatrenog oružja, dok treća žrtva pucnjave, Ricky Murdoch, preživi napad. Sve upućuje na jednostavnu oružanu pljačku, no istragom CSI tim otkriva znakove borbe, iako je to u suprotnosti s izjavom jedinog preživjelog svjedoka. Horatio and Yelina ispituju svjedoka u bolnici, a prekida ih Rickyjev odvjetnik koji daje do znanja da je Ricky Murdoch nasljednik velikog poslovnog carstva proizvodnje šećera i ne želi negativni publicitet u novinama. Posebnom forenzičkom metodom obrade otiska, Delko uspijeva rekonstruirati trag ubojice na boci ouza, koja je, uz tragove kokaina, pronađena na mjestu zločina. Dokaz CSi tim vodi do Angela Sedarisa, vlasnika noćnog kluba Silenus... |              |                     |                  |
| 30 | 6            | "Hurricane Anthony" | 3.11.2003.       |
| Mladi par iz predgrađa, Todd i Heather Burton, očajnički se trudi zaštiti svoju kuću u Coconut Groveu prije dolaska uragana Anthony. Nekako se uspiju dokopati automobila, ali na njega padne ljudsko tijelo. Istraga pokaže kako nije automobil kriv za smrt nepoznate osobe, žrtva je već bila mrtva, a na vozilo je naletjela nošena vjetrom. |              |                     |                  |
| 31 | 7            | "Grand Prix"        | 10.11.2003.      |
| Na Grand Prixu američki vozač utrka stane na ugibalištu kako bi u deset sekundi promijenio gume i natočio gorivo u auto. Odjednom Petrie, koji tankira auto, primijeti da mu bijele rukavice postaju čađave i nakon toga se pretvori u buktinju. Iako doktor izjavi da je riječ o nesretnom slučaju, Horatio je siguran da je pred njim slučaj ubojstva. Istragu požuruje vlasnik trkališta, odlučan u namjeri da već drugi dan održi sljedeću utrku, no Horatiu je pravda mnogo važnija od sporta... |              |                     |                  |
| 32 | 8            | "Big Brother"       | 17.11.2003.      |
| Za vrijeme dežurstva portir uspješne tvrtke ugleda sjenu kako nestaje iza ugla. Slijedeći je primijeti kako iz jednog ureda treperi čudno svjetlo pa odluči pogledati što je to. U uredu pronalazi tijelo Stevena Bremena, koji je iskrvario na svojem radnom mjestu. Horatio i Yelina utvrđuju kako je Steven ubijen nazubljenim lovačkim nožem, a pregledavajući njegovo računalo nailaze na spomen nepoznatog ženskog imena. Tko je zagonetna Amanda i je li možda ona ubojica? Horatiju uslijedi još jedno iznenađenje, u njegovoj ga kući dočeka crvenokosa djevojčica koja ga podsjeti na njegovog mrtvog brata, Raymonda |              |                     |                  |
| 33 | 9            | "Bait"              | 24.11.2003.      |
| Četvorica burzovnih mešetara tijekom zajedničkog ribolova ugledaju ženu kako leži na bovi, no prije nego što su uspjeli reagirati, morski je pas odvuče pod vodu. Alexx i Yelina pregledavaju žrtvine ostatke i, nakon dolaska Horatia na mjesto zločina, zamijete prostrijelnu ranu, koja je, kako će se kasnije pokazati, nastala prije napada morskog psa. Daljnjom istragom dolazi se do zaključka da je ubojica netko od službenih ljudi, a Delko je prisiljen tu činjenicu skrivati od Horatia. |              |                     |                  |
| 34 | 10           | "Extreme"           | 15.12.2003.      |
| Zaljubljeni par na tajnom sastanku u trenucima nježnosti primjećuje kako nešto svjetluca u mraku. Ubrzo otkrivaju smežurano mrtvo tijelo djevojke. Sljedećeg jutra, Horatio, Alexx i Yelina pregledavaju tijelo žrtve i otkrivaju kako djevojka nije ubijena na mjestu na kojem je pronađena tako da, osim pronalaženja ubojice, moraju istražiti i način na koji je preminula. Istražitelji ne mogu identificirati žrtvu jer kod sebe nije imala dokumente, njezini otisci prstiju nigdje nisu pohranjeni, a nitko nije prijavio nestanak djevojke. Tijekom istrage istražitelji otkrivaju kako je jadna djevojka žrtva besposlenih bogataša i njihove bolesne igre otmice. |              |                     |                  |
| 35 | 11           | "Complications"     | 5.1.2004.        |
| Zabavljajući se promatranjem susjeda, tinejdžer ostane šokiran kad kroz leću svog teleskopa ugleda obješenog muškarca. Horatio i Yelina otkrivaju da je to Carlos Gazra, anesteziolog iz obližnje klinike za estetsku kirurgiju, a Delko, nakon detaljnog pregleda užeta, zaključuje kako Carlos nije počinio samoubojstvo. Istraga dalje pokaže kako je Carlos posljednjih dana bio dosta povučen jer ga je jako potresla smrt njegove pacijentice. Nakon njezine ekshumacije, istražitelji otkrivaju kako u ovome slučaju postoji i druga žrtva zločina. |              |                     |                  |
| 36 | 12           | "Witness to Murder" | 12.1.2004.       |
| Biznismen Richard Beckham ne može sakriti nervozu dok se približava garaži i pažljivo motri oko sebe, zabrinut za vrijedne dragulje koje mora prevesti. Njegovom je mercedesu ubrzo prepriječen izlaz, a uskoro slijedi i pucnjava u kojoj je Beckham ubijen. Cijeli događaj promatra Eugene Walters, koji postaje glavnim svjedokom istrage. Iako Eugene tvrdi da zna identitet ubojice, istragu otežava činjenica što je on mentalno zaostao, na razini sedmogodišnjaka. |              |                     |                  |
| 37 | 13           | "Blood Moon"        | 2.2.2004.        |
| Kubanski kriminalac Juan Marco Varon napadnut je tijekom noćne smjene u malenom cigar shopu. Njegovo mučenje do smrti, koje uključuje čak i uklanjanje genitalija, počelo prije no što je Varon uspio pozvati pomoć, ali činjenica da je okrenuo 911, istražitelje vodi do brzog otkrivanja njegovog tijela. Zadnja osoba koju je nazvao prije smrti je Marisela Coto, koja je pomagala kubanskim imigrantima, ali ona niječe bilo kakvu povezanost s ubijenim. |              |                     |                  |
| 38 | 14           | "Slow Burn"         | 9.2.2004.        |
| Alexx i Delko stižu na mjesto zločina, kojim se požar širi munjevitom brzinom. Šumar Rick ostavi ih s tijelom lovca Wadea, u uvjerenju da je požar pod kontrolom. Na Wadeovom tijelu vidljiva je rana od metka, ali oružja nema u blizini. Tijekom rutinskog procesa istražitelji se u zadnji tren uspiju spasiti od podivljale vatre, no tu njihovim nevoljama nije kraj. Čeka ih istraga ubojstva dvadeset petogodišnjakinje, koja ih vodi u potragu za seksualnim zlostavljačem. |              |                     |                  |
| 39 | 15           | "Stalkerazzi"       | 16.2.2004.       |
| Mrtvo tijelo fotografa, koji je slijedio poznate osobe u nadi da će ih uhvatiti u kompromitirajućoj poziciji, istražitelje vodi do dvije filmske zvijezde, ali i do novog slučaja ubojstva. Naime, lokalnog policajca anoniman poziv na broj 911 vodi do mjesta prometne nesreće, ali on ubrzo shvati kako nije riječ o uobičajenom slučaju. Na mjesto nesreće stižu i Alex i Horatio, koji su sigurni da je žrtva preživjela nesreću i nakon toga bila ugušena, no postavlja se pitanje zašto bi netko prvo ubio, a potom pozvao pomoć. |              |                     |                  |
| 40 | 16           | "Invasion"          | 23.2.2004.       |
| U mirnom miamijskom predgrađu bivši profesionalni surfer Ted pronađen je ubijen, a njegova žena Joanne i osamnaestogodišnji sin Jason pretučeni su i vezani. Pronalazak heroina u Jasonovoj sobi navodi na zaključak da je on kriomice dilao drogu. Osim toga, pronađen je Joannin pozitivan test na trudnoću, a s obzirom na to da se žrtva podvrgla vazektomiji, jasno je kako dijete nije njegovo. Pred istražiteljima je sada raspetljavanje mreže obiteljskih izdaja. |              |                     |                  |
| 41 | 17           | "Money for Nothing" | 1.3.2004.        |
| Horatio stupa na scenu nakon pljačke blindiranog kamiona koji je prevozio veliku svotu novca iz banke. Vozač je tijekom pljačke ubijen, a Horatio puca u jednog od lopova. Ostali pobjegnu s plijenom, ali ispadne kako je novac falsificiran. Sada CSI tim mora razotkriti što se dogodilo s novcem iz banke prije no što je zamijenjen lažnim. Horatiju dan dodatno pogorša Yelinino špijuniranje. |              |                     |                  |
| 42 | 18           | "Wannabe"           | 22.3.2004.       |
| U luksuznom susjedstvu Coconut Grovea izraelski mafijaš Avi Golan teturajući napusti svoju kuću dok mu prsa krvare, a u obližnjem ga parku nožem dokrajči neprimijećeni ubojica. Horatiju je potpuno jasno kako je riječ o profesionalno obavljenom poslu, s obzirom na način ubojstva i Avijevu prošlost. Među pripadnicima CSI tima Speedle primijeti nekoga koga ne poznaje, a dotični pokuša ukrasti vrijedan dokaz. |              |                     |                  |
| 43 | 19           | "Deadline"          | 29.3.2004.       |
| Cijenjeni reporter Josh Dalton i pomoćnik mjesnog vijećnika, Mike Griffith, odlaze u napuštenu zgradu u četvrti Golden Triangle, poznatoj kao utočište brojnim krijumčarima droge. Dolazi do pucnjave u kojoj Mike pogiba, ali Josh ostaje neozlijeđen. Horatio prepozna Joshevo ime iz članka u kojem je ovaj prije nekoliko godina bio oštro napao CSI istražitelje. |              |                     |                  |
| 44 | 20           | "The Oath"          | 19.4.2004.       |
| Nakon što zaustavi auto, policajac izgubi svijest i umre. Horatio postane sumnjičav kada unutarnja kontrola krene istraživati uzrok smrti. U međuvremenu, Calleigh pomaže zlostavljenoj ženi, a Yelina se počinje viđati sa suparnikom Horatia, koji vodi istragu unutarnje kontrole. |              |                     |                  |
| 45 | 21           | "Not Landing"       | 3.5.2004.        |
| Na jednu od plaža Miamija srušio se maleni avion čiji je pilot poginuo. Horatio na mjestu nesreće nađe ostatke kemikalija koje se koriste za proizvodnju kokaina. Čini se kako je žrtvin poslovni partner sabotirao letjelicu, ali istraga pokaže kako je pilot umro prije negoli se avion zabio u zemlju. |              |                     |                  |
| 46 | 22           | "Rap Sheet"         | 10.5.2004.       |
| Na koncertu velike rap-zvijezde ubijen je jedan od pripadnika osiguranja. Reper 10-Large odbija razgovarati s policijom, a naknadno i dokazi potvrde kako ubojičina meta nije bio pjevač, nego upravo ubijeni. CSI tim ulazi u opasan i nemilosrdan svijet tjelohranitelja. U međuvremenu, Alexx se šokira kada se navodni mrtvac odjednom probudi na stolu. |              |                     |                  |
| 47 | 23           | "MIA/NYC NonStop"   | 17.5.2004.       |
| Tinejdžerica se vrati kući nakon izlaska u klub za maloljetne i pronađe mrtve roditelje. Potraga za ubojicama Horatija vodi u New York i povezuje ga s ekipom Maca Taylora. Prije Horatijeva dolaska, Macov tim počinje raditi na istrazi policajca u civilu, za kojeg se naknadno ispostavi kako je glavni osumnjičeni u slučaju iz Miamija. Horatio i Mac morat će udružiti svoje snage kako bi pronašli prave krivce. |              |                     |                  |
| 48 | 24           | "Innocent"          | 24.5.2004.       |
| Poznata glumica u filmovima za odrasle, Ashley Anders, pronađena je zadavljena u parku, a tragovi krvi pod njenim noktima istražitelje vode do vlasnika kompanije koja je distribuirala Ashleyne filmove, koji je ujedno i registrirani seksualni prijestupnik. Na slučaju radi i Rick Stetler, što se Horatiju nikako ne sviđa. |              |                     |                  |